# Takuya Onishi
Takuya Onishi (em japonês: 大西 卓哉; Tóquio, 22 de dezembro de 1975), é um astronauta japonês.

## Carreira
Formado em engenharia aeronáutica e Engenharia espacial pela Universidade de Tóquio em 1998, começou a trabalhar na All Nippon Airways no mesmo ano, atuando no Departamento de Serviços do Aeroporto de Haneda como agente de check-in e de assistência no embarque à pessoas com deficiência. Depois de dois anos de treinamento básico de voo  em Bakersfield, na Califórnia e um ano de treinamento avançado em Tóquio, foi promovido a co-piloto de aviões Boeing 767 em outubro de 2003 e voou em rotas nacionais e internacionais.
Em fevereiro de 2009, Onishi foi selecionado pela Agência Japonesa de Exploração Aeroespacial (JAXA) como um dos candidatos a astronautas japoneses para  o programa da Estação Espacial Internacional (ISS). A partir de abril, ele participou do programa doméstico de treinamento básico no Centro Espacial de Tsukuba, na cidade do mesmo nome. Em agosto do mesmo ano chegou ao Johnson Space Center, em Houston, Texas, como um dos astronautas candidatos do Grupo 20 da NASA, onde realizou o curso de aquanauta do Programa NEEMO 15,  treinamento de caminhadas espaciais, robótica, formação fisiológica e qualificação de voo em aeronaves T-38, além de sobrevivência na água e no deserto, formando-se em novembro de 2011.
Sua primeira missão iniciou-se em 7 de julho de 2016, como tripulante da Soyuz MS-01, lançada de Baikonur para a ISS, onde permaneceu por cerca de quatro meses integrando duas expedições de longa duração em órbita ao lado dos demais tripulantes. Retornou em 30 de outubro, completando sua missão depois de 115 dias no espaço.